# Can Solà Gros
Can Solà Gros és una masia situada al nord del nucli urbà del municipi de Caldes de Malavella (Selva) inclosa en l'Inventari del Patrimoni Arquitectònic de Catalunya. Al seu voltant es va crear una urbanització que porta el mateix nom.

## Descripció
L'edifici té dues plantes i diverses edificacions annexes. Teulat a doble vessant i cornisa a la catalana. Té la planta baixa amb dues finestres a banda i banda d'una porta adovellada de mig punt. A la primera planta hi ha tres finestres amb llinda de pedra i cal dir que la central és d'estil gòtic. La banda dreta de la masia ha estat aixemplada.